# Rio Cotoru (Jaleş)
O Rio Cotoru é um rio da Romênia, afluente do Jaleş, localizado no distrito de Gorj.